# Стрезимировци
Стрезимировци (болг. и серб. Стрезимировци) — деревня, разделённая между Болгарией и Сербией. Деревня расположена в самой восточной Сербии и самой западной Болгарии. Болгарская часть входит в общину Трын Перникской области, сербская — в общину Сурдулица Пчиньского округа.
В деревне есть пограничный контрольно-пропускной пункт, её жители по обе стороны границы в основном болгары. Разделение деревни привело к сокращению её населения более чем в десять раз.

## История
Деревня впервые упоминается в османских регистрах 1451 года как Стриазимировци, а в 1453 году как Истразумирофца. Ее название происходит от имени Стрезимир.
Со времени освобождения Болгарии в 1878 году до заключения послевоенного Нёйиского договора 1919 года деревня Стрезимировци принадлежала Болгарии и административно входили в округ Тран Софийской провинции. Поскольку Болгария участвовала в войне на стороне Центральных держав, договор обязывал её уступить Сербии населенную болгарами территорию площадью 1545 км², которая позже получила в Болгарии название «Западные окраины».
Новая граница не учитывала расположение существующих общин, собственности, дорог и рек и была проведена таким образом, чтобы дать Сербии стратегическое преимущество в будущих войнах.
Стрезимировцы были среди 25 деревень, более или менее разделенных на две части новой сербско-болгарской границей. По имеющимся данным, четверо местных жителей даже обманули международную комиссию, посланную для обозначения границы, переместив временные пограничные камни на ночь, чтобы включить большую часть деревни в состав Болгарии.

## Последствия
В результате этого деления пополам население деревни значительно сократилось по обе стороны границы. 
Например, в сербской части в 1948 году проживало 485 человек; к 2002 году оно сократилось до 53, из которых 47 сербов (88,67%), 4 югослава (7,54%)[уточнить] и 2 болгарина (3,77%). В болгарской части села в то же время проживало 46 человек.